# Матері (фільм, 2010)
«Матері» (макед. Мајки) — македонська драма 2010 року режисера Мілчо Манчевського, знята кінокомпанією Banana Film DOOEL.

## Сюжет
Три короткі новели, сюжетно не пов'язані одна з одною. Це фільм про матерів — присутніх, відсутніх, відданих, недбалих, які люблять. Це фільм про Македонію, але також і про будь-яке інше суспільство, тому що люди всюди однакові.
Дві дев'ятирічні дівчинки приходять в поліцію із заявою, що стали жертвою ексгібіціоніста, хоча, як з'ясовується, вони його навіть не бачили. Три кінематографіста приїжджають в покинуте село, щоб зняти фільм про останніх його мешканців, людей похилого віку брата і сестру, які не розмовляють один з одним вже шістнадцять років. У маленькому містечку виявлені тіла зґвалтованих і вбитих жінок пенсійного віку. Всі вони працювали прибиральницями і у всіх були діти. Журналіста, який писав про вбивства в кримінальній хроніці, заарештовують як підозрюваного.

## У ролях
- Ана Стояновська — Ана
- Ратка Радманович — бабуся
- Салаєтин Білал — дідусь
- Володимир Ясьов — Коле
- Дімітар Георгієвський — Саймон
- Ірина Апельгрен — Саліна
- Емілія Стойковська — Беа
- Мілліан Богданоска — Кяра
- Діме Іллієв — сержант Янескі
- Маріна Панкова — місіс Матильда
- Горан Тріфуновський — Зокі
- Петар Мірцевський — Распусто
- Благоя Спірковський-Дзюмерко — Лазе
- Борис Коревський — Батерія
- Тамер Ібрагім — офіцер Ільєв